# Güeñes
Güeñes en espagnol ou Gueñes en basque est une commune de Biscaye dans la communauté autonome du Pays basque en Espagne.

## Géographie
La commune est limitée au nord par Galdames, à l'est par Alonsotegi (Grand Bilbao), à l'ouest par la commune de Zalla et au sud par celle de Gordexola. Ses quartiers de population les plus importants sont Sodupe (5.022 habitants en 2010), Zaramillo (520 ha.), Santxosolo, La Quadra (Quadra-Lakabex) (308 ha.) et Goikuria (San Pedro de Goicuría).

## Liste des maires
Liste des maires successifs :
| Période   | Nom du maire              | Parti politique |
| --------- | ------------------------- | --------------- |
| 1979-1983 | Eduardo Duo Martínez      | PNV             |
| 1983-1987 |                           | PNV             |
| 1987-1991 | Manuel Jarrín Totorica    | PNV             |
| 1991-1995 |                           | PNV             |
| 1995-1999 |                           | PNV             |
| 1999-2003 | Guillermo Ibarra Vitorica | PNV             |
| 2003-2007 | Koldo Artaraz Martin      | PNV             |
| 2007-2011 | Koldo Artaraz Martin      | PNV             |

## Personnalités liées à la commune
- Ramón García (1961), présentateur de télévision
- Andoni Goikoetxea (1963), joueur de football
- Rosa Díez (1952), femme politique et députée
- Lorenzo de Arrieta Mascarua (1821-1891), homme politique et député
- José Miguel de Arrieta Mascarua (1817-1869), homme politique et député

### Sources
- (es) Cet article est partiellement ou en totalité issu de l’article de Wikipédia en espagnol intitulé « Güeñes » (voir la liste des auteurs).